# Filtro de aceite

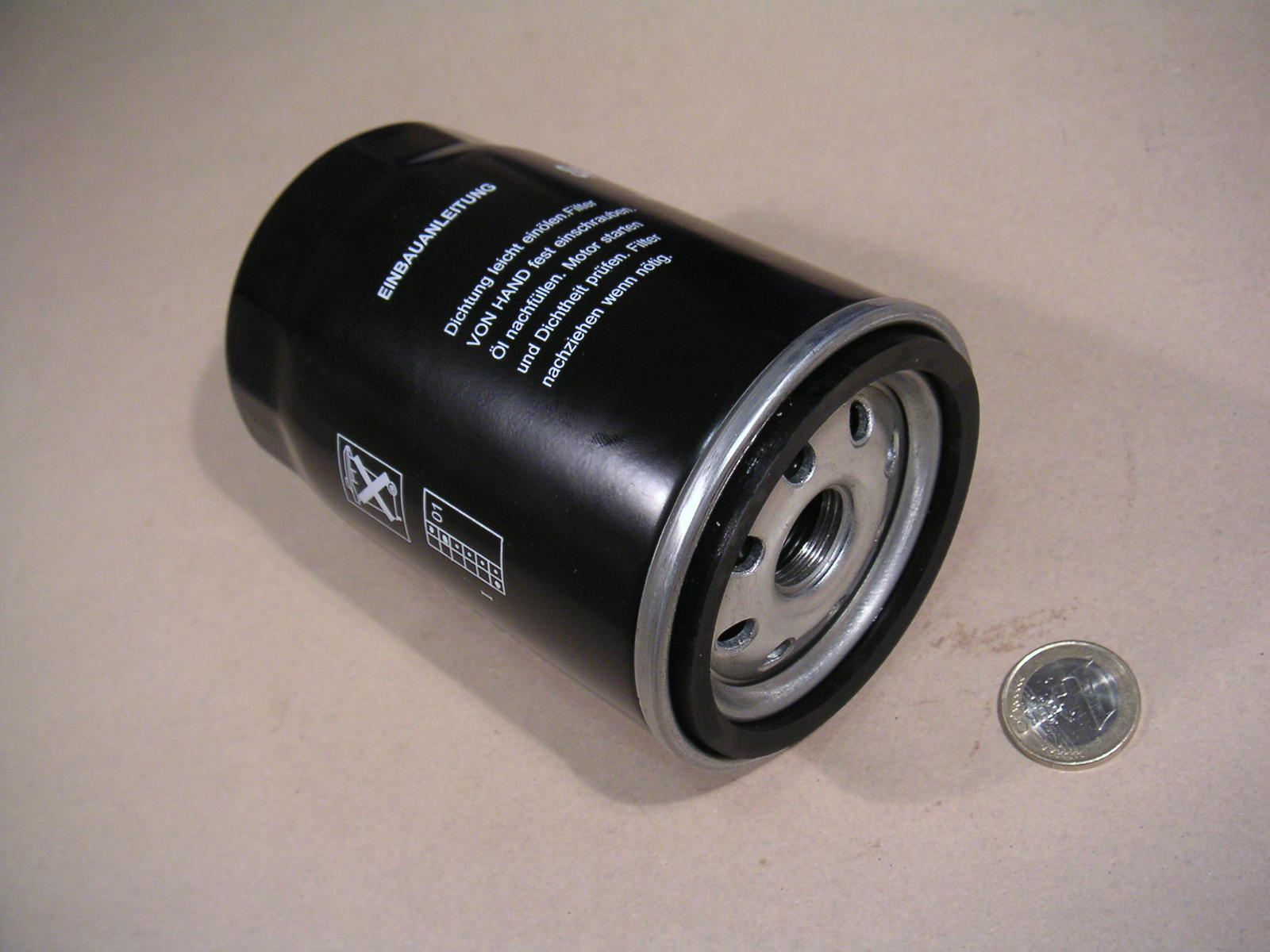
Filtro de aceite enroscable, con junta anular y rosca.

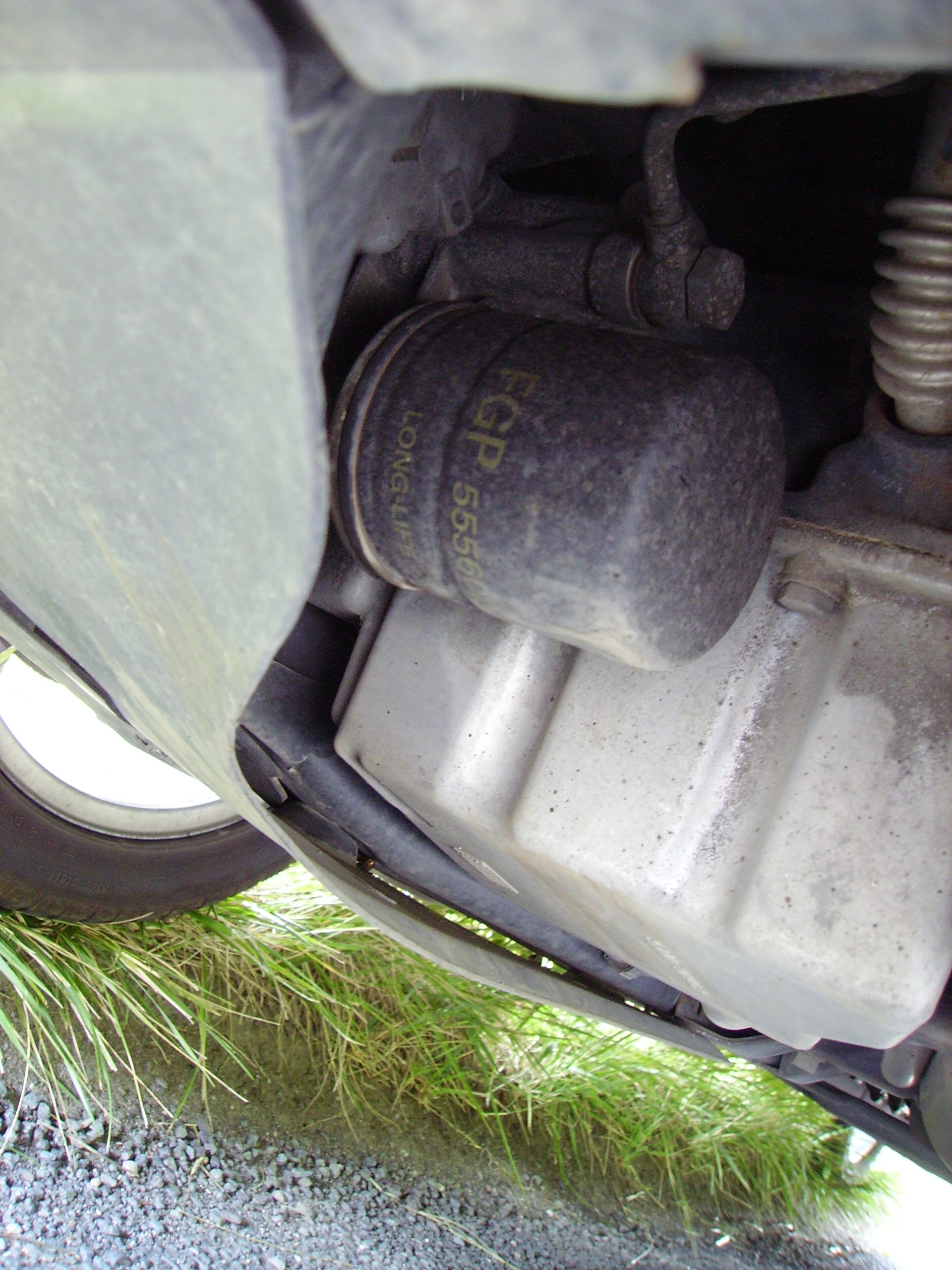
Filtro de aceite enroscable en un Saab.

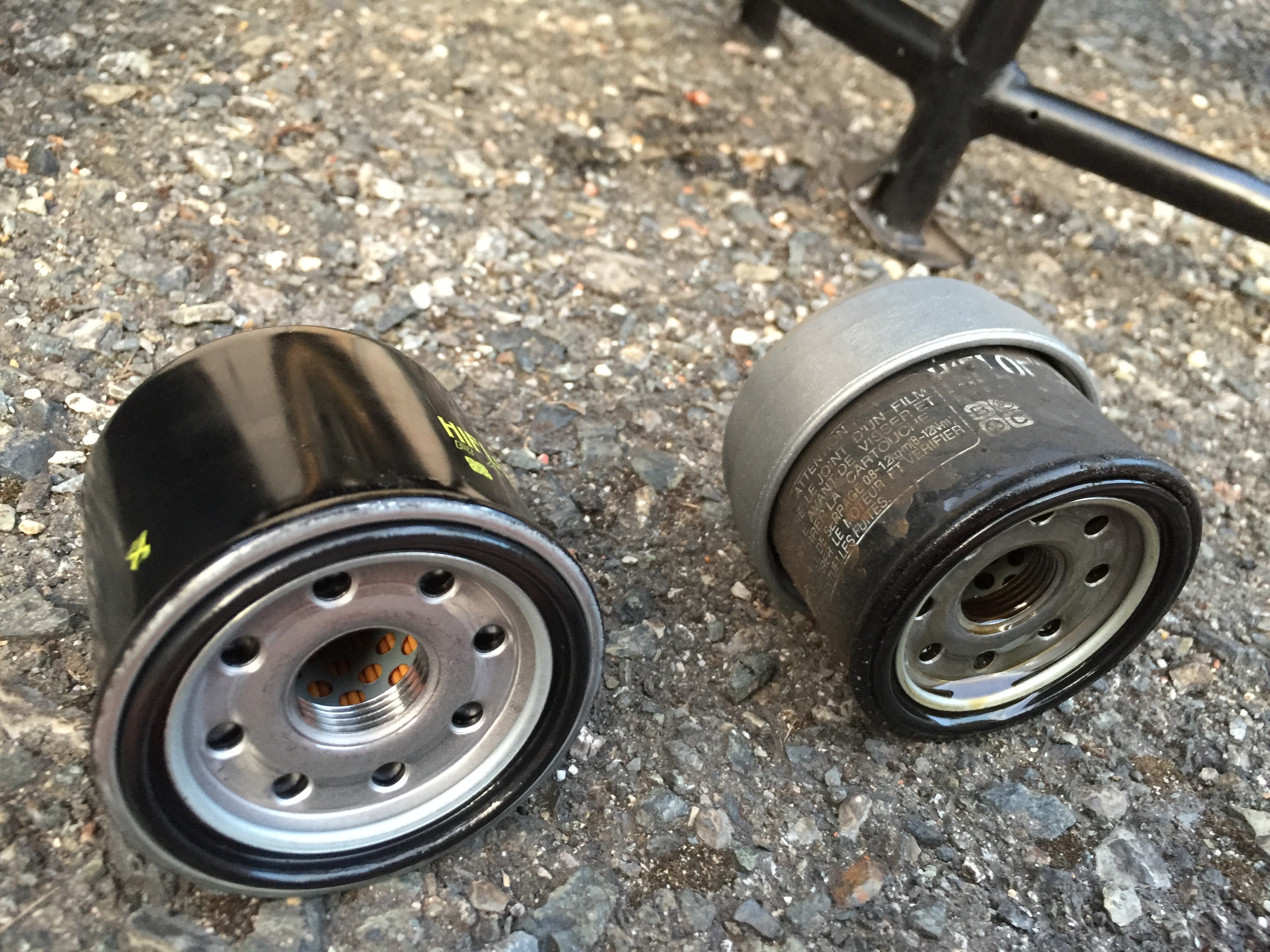
Filtros de aceite para motocicletas nuevo (izquierda) y usado (derecha).

Un filtro de aceite es un filtro diseñado para eliminar contaminantes del aceite del motor, aceite de transmisión, aceite lubricante o aceite hidráulico. Su uso principal es en motores de combustión interna para vehículos de motor (tanto dentro como fuera de carretera), aviones, locomotoras de ferrocarril, barcos y embarcaciones y motores estáticos, como generadores y bombas. Otros sistemas hidráulicos de vehículos, como los de transmisión automática y la dirección asistida, suelen estar equipados con un filtro de aceite. Los motores de turbina de gas, como los de los aviones a reacción, también requieren el uso de filtros de aceite. Los filtros de aceite se utilizan en muchos tipos diferentes de maquinaria hidráulica. La propia industria petrolera emplea filtros para la producción, el bombeo y el reciclaje de petróleo. Los filtros de aceite de motor modernos tiende a ser de «flujo total» (en línea) o «baipás» (derivación).

## Historia
Los primeros motores de automóvil no tenían filtros de aceite, solo tenían un tamiz de malla rudimentario colocado en la entrada de la bomba de aceite. En consecuencia, además de la calidad generalmente baja del aceite disponible, era necesario realizar cambios de aceite muy frecuentes. El filtro de aceite Purolator fue el primer filtro de aceite para automóviles; revolucionó la industria de la filtración y todavía está en producción en la actualidad. El Purolator era un filtro de derivación, mediante el cual la mayor parte del aceite se bombeaba desde el cárter de aceite directamente a las piezas de trabajo del motor, mientras que una proporción menor del aceite se enviaba en el filtro a través de una segunda vía de flujo, filtrando el aceite con el tiempo.

## Baipás y flujo total

### Flujo total
Un sistema de flujo total tendrá una bomba que envía aceite presurizado a través de un filtro a los cojinetes del motor, después de lo cual el aceite regresa por gravedad al cárter. En el caso de un motor de cárter seco, el aceite que llega al cárter se evacúa por una segunda bomba a un tanque de aceite remoto. La función del filtro de flujo total es proteger el motor del desgaste por abrasión.

### Baipás (o derivación)
Los sistemas modernos de filtro de aceite de derivación son sistemas secundarios mediante los cuales una purga de la bomba de aceite principal suministra aceite al filtro de derivación, y luego el aceite no pasa al motor sino que regresa al sumidero o al tanque de aceite. El propósito del bypass es tener un sistema de filtración secundario para mantener el aceite en buenas condiciones, libre de suciedad, hollín y agua, proporcionando una retención de partículas mucho menor de lo que es práctico para la filtración de flujo total, el filtro de flujo completo todavía se usa para evitar que partículas excesivamente grandes causen abrasión sustancial o un bloqueo agudo en el motor. Originalmente se utilizaba en motores diésel comerciales e industriales con grandes capacidades de aceite, donde el coste de las pruebas de análisis de aceite y la filtración en intervalos prolongados de cambio de aceite tiene sentido económico; los filtros de aceite de derivación son cada vez más comunes en aplicaciones de consumo privado. Cabe destacar que es esencial que el baipás no comprometa la alimentación de aceite presurizado dentro del sistema de flujo total; una forma de evitar dicho problema es hacer que el sistema de baipás sea completamente independiente.

## Válvulas de alivio de presión

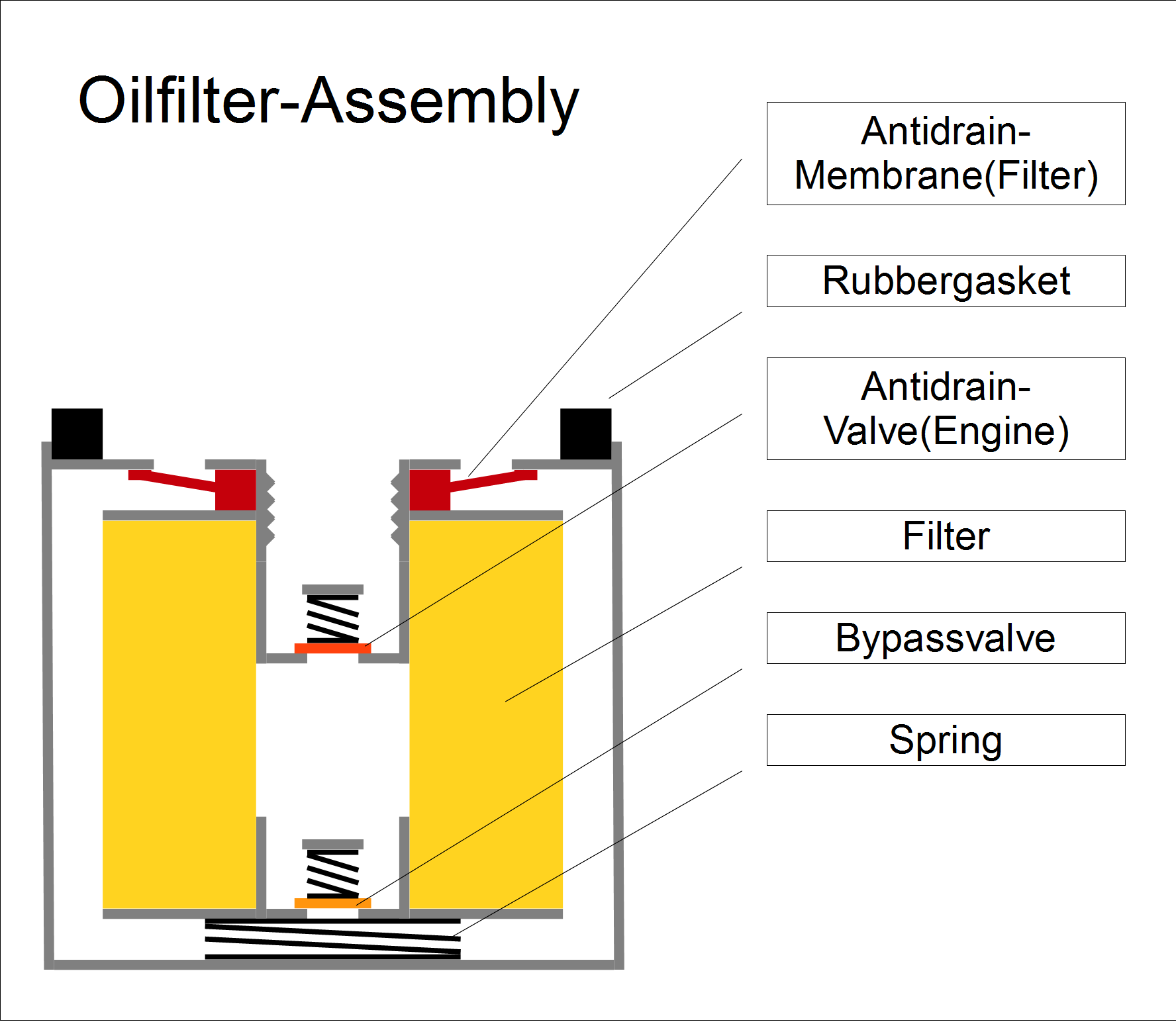
Construcción interna del cartucho de un filtro de aceite.

La mayoría de los sistemas de lubricación presurizada incorporan una válvula de alivio de sobrepresión para permitir que el aceite pase por alto el filtro si su restricción de flujo es excesiva, para proteger el motor de la falta de aceite. Puede ocurrir una derivación del filtro si este está obstruido o el aceite se espesa debido al clima frío. La válvula de alivio de sobrepresión suele estar incorporada en el filtro de aceite. Los filtros montados de manera que el aceite tiende a drenar de ellos generalmente incorporan una válvula antidrenaje para retener el aceite en el filtro después de apagarse el motor (u otro sistema de lubricación). Esto se hace para evitar un retraso en la acumulación de presión de aceite una vez que se reinicia el sistema. Sin una válvula antirretorno, el aceite presurizado tendría que llenar el filtro antes de viajar hacia las piezas de trabajo del motor. Esta situación puede provocar un desgaste prematuro de las piezas móviles por una falta inicial de aceite.

## Tipos de filtro de aceite

### Mecánico
Los diseños mecánicos emplean un elemento hecho de material a granel (como desechos de algodón) o papel de filtro para atrapar y retener los contaminantes suspendidos. A medida que el material se acumula en el medio de filtración, el flujo de aceite se restringe progresivamente. Esto requiere el reemplazo periódico del elemento filtrante (o de todo el filtro, si el elemento no se puede reemplazar por separado).

#### Cartucho y filtro enroscable

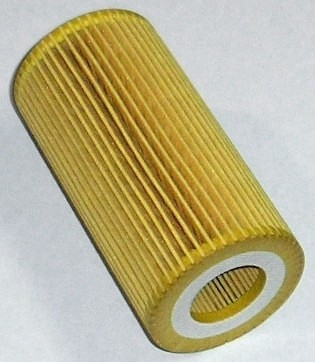
Elemento filtrante de papel de repuesto para un Volvo.

Los primeros filtros de aceite de motor eran de cartuchos (o elemento reemplazable ), donde una carcasa permanente contiene un elemento filtrante o cartucho reemplazable. La carcasa se monta directamente en el motor o de forma remota con tubos de suministro y retorno que la conectan al motor. A mediados de la década de 1950, se introdujo el diseño del filtro de aceite enroscable: un conjunto autónomo de una carcasa y un elemento que debía desatornillarse de su soporte, desecharse y reemplazarse por uno nuevo. Esto hizo que los cambios de filtro fueran más convenientes y potencialmente menos complicados; rápidamente llegó a ser el tipo dominante de filtro de aceite instalado por todos fabricantes de automóviles del mundo. Se ofrecieron kits de conversión para vehículos originalmente equipados con filtros de tipo cartucho. En la década de 1990, los fabricantes de automóviles europeos y asiáticos en particular comenzaron a volver a favorecer la construcción de filtros con elementos reemplazables, porque genera menos desechos con cada cambio de filtro. Los fabricantes de automóviles estadounidenses también comenzaron a cambiar a filtros de cartucho reemplazables, y se ofrecen kits de adaptación para convertir filtros de rosca a filtros de tipo cartucho para aplicaciones populares. Los filtros de aceite para automóviles disponibles comercialmente varían en su diseño, materiales y detalles de construcción. Los que están hechos de material completamente sintético, excepto los cilindros de drenaje metálicos que contienen, son muy superiores y más duraderos que los tradicionales de cartón, celulosa o papel que aún predominan. Estas variables afectan a la eficacia, durabilidad y coste del filtro.

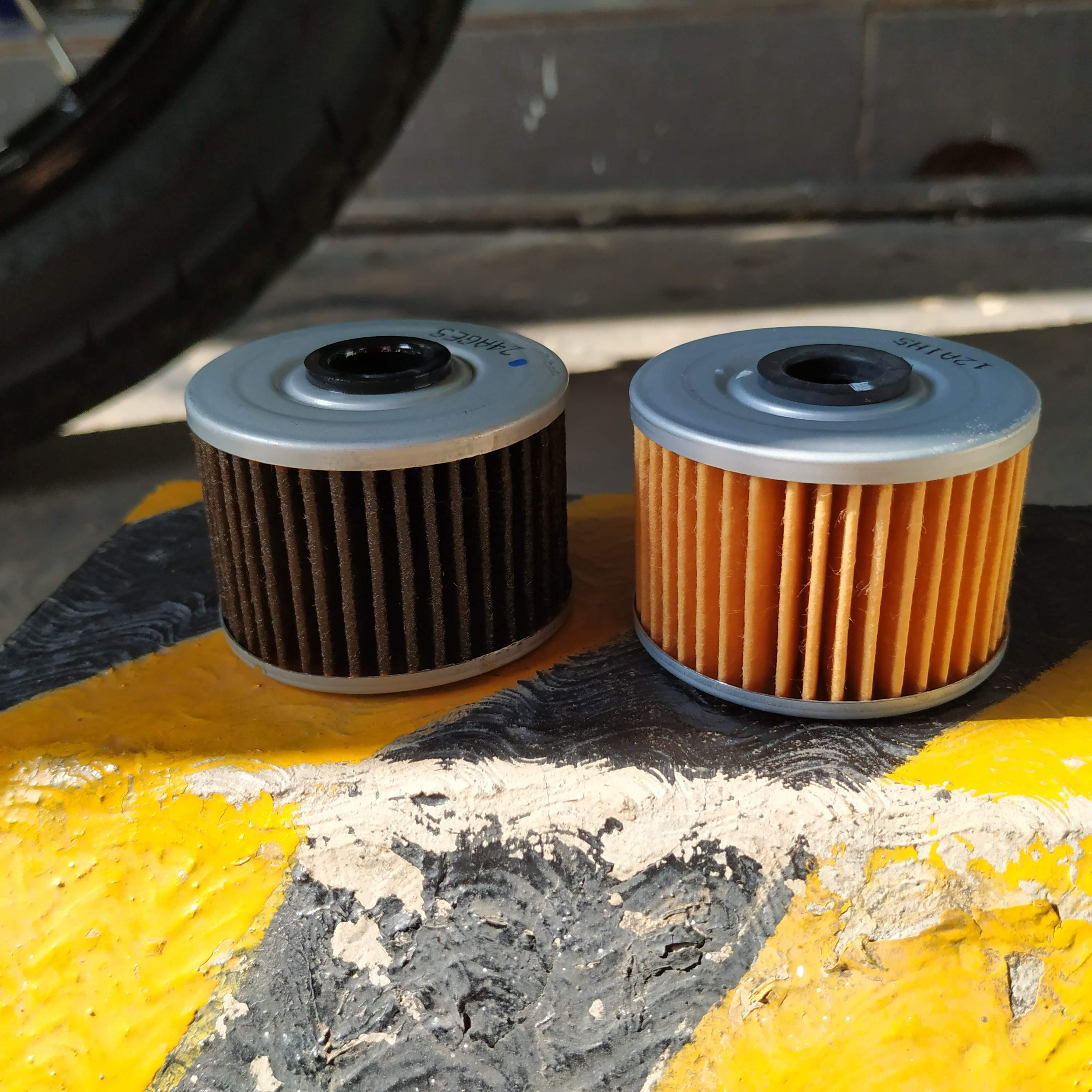
Filtros de aceite para Kawasaki W175. Antiguo (izquierda) y nuevo (derecha).

### Magnético
Los filtros magnéticos utilizan un imán permanente o un electroimán para capturar partículas ferromagnéticas. Una ventaja de la filtración magnética es que el mantenimiento del filtro simplemente requiere limpiar las partículas de la superficie del imán. Las transmisiones automáticas de los vehículos suelen tener un imán en el recipiente de fluido para extraer las partículas magnéticas y prolongar la vida útil del filtro de fluido de tipo medio. Algunas empresas están fabricando imanes que se adhieren al exterior de un filtro de aceite o tapones de drenaje magnéticos (inventados y ofrecidos por primera vez para automóviles y motocicletas a mediados de la década de 1930) para ayudar a capturar estas partículas metálicas, aunque existe un debate en curso sobre cómo a la eficacia de dichos dispositivos.

### Sedimentación
Un filtro de sedimentación o de gravedad permite que los contaminantes más pesados que el petróleo se depositen en el fondo de un recipiente bajo la influencia de la gravedad.

### Centrífugo
Un limpiador de aceite centrífugo es un dispositivo de sedimentación giratorio que utiliza fuerza centrífuga en lugar de gravedad para separar los contaminantes del aceite, de la misma manera que cualquier otro sistema centrífugo. El aceite presurizado ingresa al centro de la carcasa y pasa a un rotor de tambor libre que gira sobre un cojinete que va sellado. El rotor tiene dos boquillas que dirigen una corriente de aceite a la carcasa interior, donde posteriormente se hace girar el tambor. Luego, el aceite se desliza hacia el fondo de la pared de la carcasa, dejando las partículas contaminantes de aceite pegadas a las paredes de la carcasa. La carcasa debe limpiarse periódicamente, para evitar que las partículas se acumulen, ya que un espesor excesivo puede hacer el tambor deje de girar. En esta condición, se recirculará el aceite sin filtrar. Las ventajas de la centrífuga son: (1) que el aceite limpio se puede separar del agua que, al ser más pesada que el aceite, se deposita en el fondo y se puede drenar (siempre que el agua no se haya emulsionado con el aceite); y (2) es mucho menos probable que se bloqueen que un filtro convencional. Si la presión del aceite es insuficiente para hacer girar la el motor, puede accionarse mecánica o eléctricamente.
Nota: algunos filtros se describen como centrífugos pero no lo son realmente; más bien, el aceite se dirige de tal manera que se produce un remolino centrífugo que ayuda a que los contaminantes se adhieran al exterior del filtro.

## Colocación de filtros en un sistema de aceite
Decidir cómo de limpio debe estar el aceite es importante, ya que el precio aumenta considerablemente con la limpieza. Una vez determinado el nivel de limpieza objetivo óptimo, muchos ingenieros se enfrentan al proceso de optimizar la ubicación del filtro. Para garantizar un equilibrio efectivo del ingreso de partículas sólidas, el ingeniero debe considerar varios elementos, como por ejemplo si el filtro será para protección o para control de contaminación, la facilidad de acceso para mantenimiento y el rendimiento de la unidad que se considera para cumplir con los desafíos del objetivo establecido.